# Thiết Quải Lý

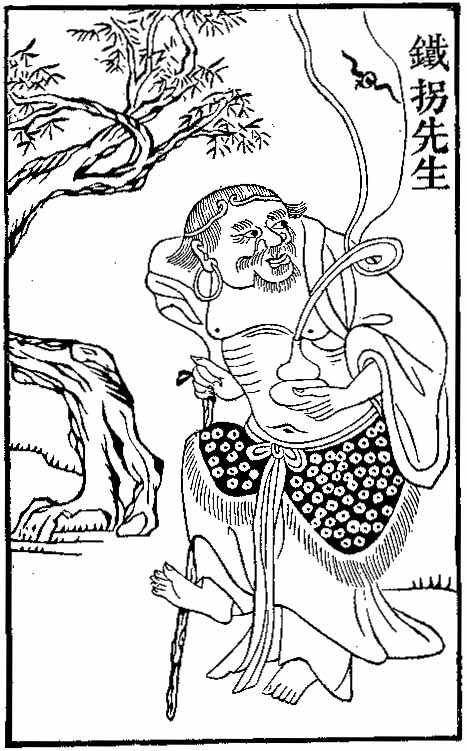
Thiết Quải Lý

Thiết Quải Lý (铁拐李/鐵拐李, bính âm: Tiěguǎi Lǐ, Wade-Giles: T'ieh-kuai Li) hay còn gọi là Lý Thiết Quải, là một trong số 8 vị tiên (Bát Tiên) của Đạo giáo. Vị tiên này đôi khi được miêu tả như là người dễ nóng giận và hay gắt gỏng, nhưng lại là người nhân từ đối với những người nghèo khó, ốm đau, bệnh tật, những người được ông giúp giảm nhẹ nỗi phiền muộn của mình bằng một loại thuốc đặc biệt lấy từ quả bầu của ông. Ông thường được minh họa như là một ông già xấu xí với khuôn mặt bẩn thỉu, râu ria lởm chởm, tóc tai bù xù, và một chiếc đai vàng trên đầu. Ông đi lại với sự hỗ trợ của một chiếc thiết trượng (nạng sắt, thiết = sắt, quải = trượng, nạng) và thường đeo một quả bầu trên vai hay cầm trong tay. Ông cũng thường được mô tả như là một nhân vật hài hước hạ trần trong hình dạng của một kẻ ăn mày, sử dụng quyền năng của mình để giúp đỡ những người nghèo khó và bị áp bức.

## Đường dẫn tới trường sinh
Bát Tiên là tám vị tiên, trở thành bất tử thông qua các con đường ngộ đạo của Đạo giáo. Trong truyền thuyết, họ sống trên đảo gọi là núi Bồng Lai, ở giữa biển ngoài khơi phía đông Trung Quốc, nơi chỉ có họ tới được do đây là một vùng nước lớn không đáy mà tàu bè thông thường không thể đi qua. Trong số tám vị tiên, Lý Thiết Quải là một trong số những người nổi tiếng hơn cả, với chiếc nạng sắt và quả bầu. Người ta nói rằng "quả bầu có khói bốc ra từ đó, biểu thị cho khả năng tách rời linh hồn ra khỏi thể xác của vị tiên này". Các truyền thuyết khác lại nói rằng quả bầu chứa thuốc mà ông phân phát cho những người nghèo khó có nhu cầu.
Các truyền thuyết cho rằng Lý Thiết Quải sinh vào thời nhà Tùy, nhà Đường hay nhà Nguyên nhưng theo "Liệt tiên toàn truyện" thì ông từng giao du với Lão Tử nên ông là người thời Xuân Thu-Chiến Quốc. Ông có tên là Lý Huyền (李玄) hay Lý Ngưng Dương (李凝陽), Lý Hồng Thủy (李洪水), Lý Nguyên Trung (李元中), tên lúc nhỏ là Quải Nhi (拐兒), tự Lý Khổng Mục (李孔目). Ông học đạo với hóa thân của Thái Thượng Lão Quân là Lão Tử (người sáng lập Đạo giáo). Người ta cũng nói rằng ông từ bỏ mọi cám dỗ vật chất và sống cuộc đời tự hành xác để ngộ đạo trong 40 năm, thường không cần ăn uống hay nghỉ ngơi.
Lý Thiết Quải, trong thời kỳ đầu rèn luyện theo đạo của mình đã sống trong hang. Lão Tử thử thách ông bằng một người phụ nữ đẹp mà Lão Tử tạo ra từ gỗ, nhưng ông đã cự tuyệt mọi cám dỗ trước người phụ nữ này và làm thất bại ý định thử thách của Lão Tử. Sau đó Lão Tử đã nói với ông về ý định thử thách này và ban cho ông một viên thuốc nhỏ màu trắng. Sau khi nuốt viên thuốc này thì Lý Thiết Quải không còn cảm thấy đói hay ốm đau. Lão Tử lại thử thách tiếp bằng tiền bạc. Một bọn cướp chôn giấu tiền trong vườn của Lý Thiết Quải mà không biết rằng ông đã nhìn thấy. Lão Tử cải trang và đến nói với ông rằng ông có thể lấy bất kỳ tiền bạc nào rơi vào tay mình. Sau khi Lý Thiết Quải từ chối, nói rằng ông không quan tâm tới tiền bạc cho dù ông nghèo khó cả đời, Lão Tử lại ban cho ông một viên thuốc khác. Viên thuốc này cho ông khả năng đi lại như bay.
Trước khi trở thành bất tử, người ta nói rằng ông từng là người đàn ông khôi ngô. Tuy nhiên, một lần khi linh hồn ông thăng thiên để gặp các vị tiên khác (có thuyết nói là gặp Lão Tử) ông dặn môn sinh của mình phải canh giữ xác ông trong 7 ngày chờ hồn quay về. Nếu như sau đó ông không sống lại thì người môn sinh này có thể thiêu xác do điều đó nghĩa là ông đã thành tiên; nhưng chỉ sau sáu ngày rưỡi thì người môn sinh đã đem xác ông đi thiêu vì người này phải về nhà mình gấp để gặp mặt mẹ lần cuối trước khi bà qua đời. Trên đường về nhà, người môn sinh này nhìn thấy một người ăn xin đang chết dần nhưng không có thời gian chờ đợi để chôn cất. Khi trở về, hồn của Lý Thiết Quải thấy xác mình đã bị hỏa thiêu và buộc phải nhập vào bất kỳ thân xác nào có sẵn khi đó, là thi thể của người ăn mày vô gia cư vừa chết vì đói. Thật không may, người ăn mày này lại là loại đầu bù mặt bựa, với cái đầu vừa dài vừa nhọn, tai to, râu tóc rối bù. Người này cũng có lông mày dài, đen và thưa thớt, mắt đen, bụng lép, chân què. Sau khi nhập vào thân xác của kẻ ăn mày vô gia cư kia, ông phải dùng thiết trượng, vì thế mà có tên là Thiết Quải. Lão Tử xuất hiện và ban cho ông quả bầu tiên chứa thuốc có thể chữa khỏi mọi bệnh tật và không bao giờ vơi. Sau đó, nhờ quả bầu tiên, Lý Thiết Quải làm cho mẹ của người môn sinh sống lại và người môn sinh cũ không còn là môn sinh của ông nữa, sau khi được ông ban cho một viên thuốc nhỏ và nói với người này rằng anh ta cần phải rèn luyện nhiều hơn nữa để tự mình trở thành tiên. Điều này cuối cùng cũng hóa thành sự thật. Theo Encyclopaedia Britannica, quả bầu của ông cũng được dùng làm nơi ông nghỉ ban đêm. Ông thường đi ăn xin khắp nơi với hình dáng bần tiện. Một ngày kia, tự nhiên ông ném chiếc thiết trượng lên trời. Nó hóa thành một con rồng và ông cưỡi rồng thăng thiên.
Ngoài ra, còn có thuyết nói rằng ông do Tây Vương Mẫu hóa sinh, phong làm Đông Hoa giáo chủ và trao cho thiết trượng.

## Ảnh hưởng tôn giáo

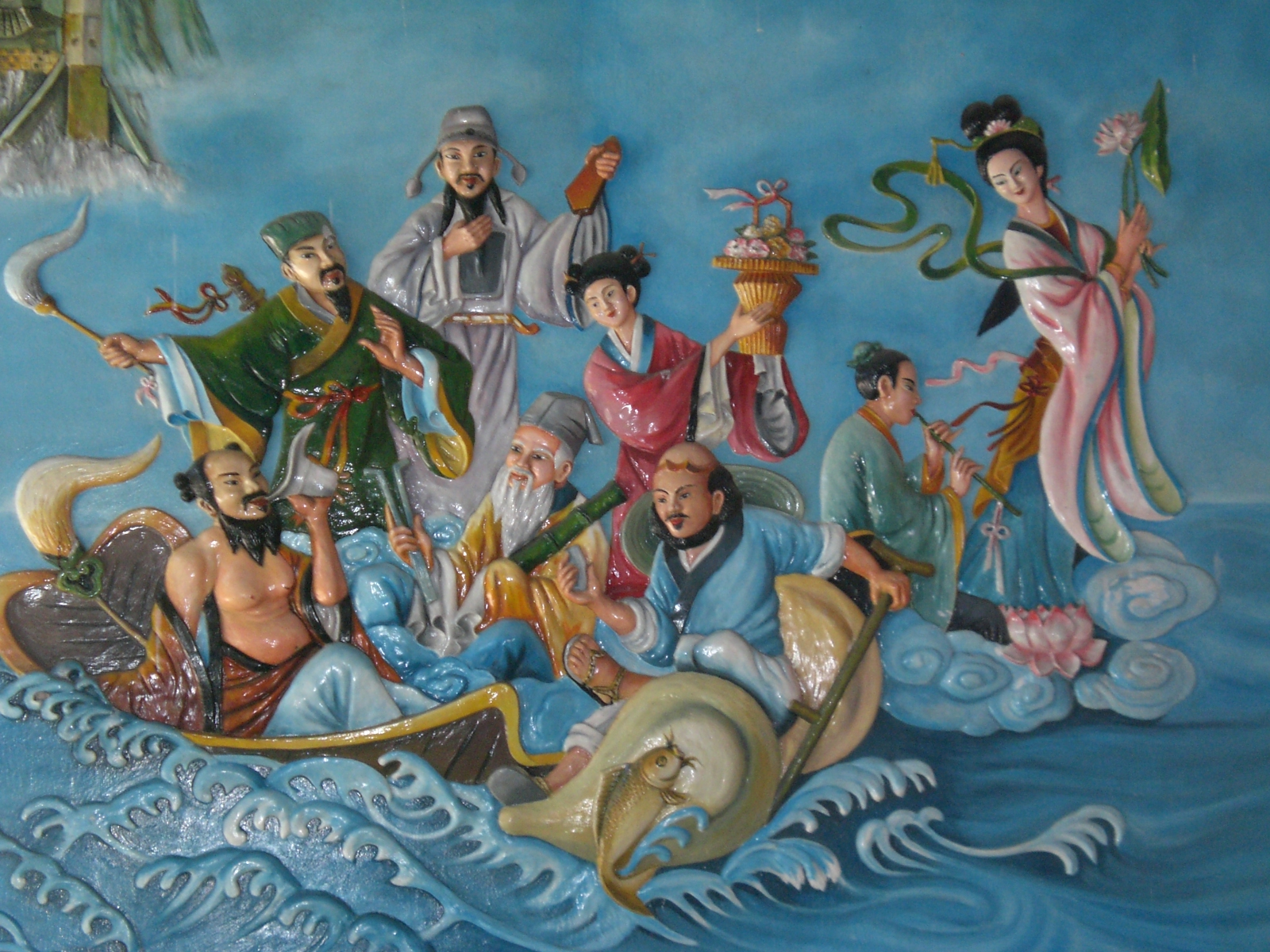
Hình bát tiên tại Huế. Thiết Quải Lý tại đây là người áo xanh đang ngồi, tay trái cầm thiết trượng

Hình tượng Lý Thiết Quải gắn liền với y học. Tại Trung Quốc, biểu tượng chiếc thiết trượng vẫn còn được treo bên ngoài một số tiệm bán thuốc bắc. Một trong những lý do khiến ông không phải là cực kỳ nổi tiếng là do "tính tình cực kỳ nóng nảy và kỳ cục" của ông. Quả bầu chứa thuốc tiên là biểu tượng phổ biến nhất của ông mà các thầy phù thủy chuyên nghiệp thích sử dụng. Trong vai trò của kẻ ăn xin, ông sử dụng hình dạng này để "tranh đấu vì quyền lợi của người nghèo khó". "Ông là một nhân vật hài hước và sự nổi tiếng của ông nằm ở hai điểm hấp dẫn là: được nhìn nhận như là một người bị áp bức, người trên thực tế là mạnh hơn những kẻ mạnh nhất, và hai là người hài hước dễ bị kích động".

## Biểu tượng
Hình ảnh đặc trưng của ông là quả bầu và thiết trượng. Những làn khói tỏa ra từ quả bầu, và trong đó là hồn của vị tiên này; nó cũng có thể được miêu tả như là dạng vô hình của thân xác ông.